# Lachemilla uniflora
Lachemilla uniflora là loài thực vật có hoa trong họ Hoa hồng. Loài này được Maguire mô tả khoa học đầu tiên năm 1964.